# Juan María Cornejo
Juan María Cornejo López, née le 5 novembre 1955 à Medina-Sidonia, est un homme politique espagnol membre du PSOE. Maire de sa ville natale de 1987 à 1995, il est élu sénateur de l'Andalousie en juillet 2015.

## Biographie

### Vie privée
Marié, il est père d'une fille et un fils.

## Activités politiques
Il devient maire de Medina-Sidonia, sa ville natale, en 1987 et membre de la députation provinciale de Cadix chargé de conseiller les communes de la province.
Il abandonne ses fonctions exécutives locales lorsqu'il est nommé en 1995 délégué à l'Environnement de la Junte d'Andalousie dans la province de Cadix. L'année suivante, il est nommé directeur général des milieux naturels puis en 2000, directeur général de la Politique intérieure. Il démissionne de ses fonctions publiques en 2004 lorsqu'il est élu député au Parlement d'Andalousie. À la fin de son mandat régional en 2008, il se dédie à des fonctions organiques au sein du PSOE andalou puis est élu sénateur lors des élections générales du 9 mars. Il est réélu lors du scrutin de 2011.
Il se présente une nouvelle fois aux élections régionales du 22 mars 2015 et fait son retour au parlement régional. À l'ouverture de la Xe législature, il est élu par ses pairs président de la commission du Développement du statut.
Le 1er juillet 2015, il est désigné sénateur par le Parlement d'Andalousie en représentation de l'Andalousie au Sénat espagnol. Son mandat de sénateur élu n'étant pas arrivé à son terme, il est remplacé par Carmen Chico Rodríguez pour les quelques mois restants de la Xe législature.